# A Short Biographical Dictionary of English Literature

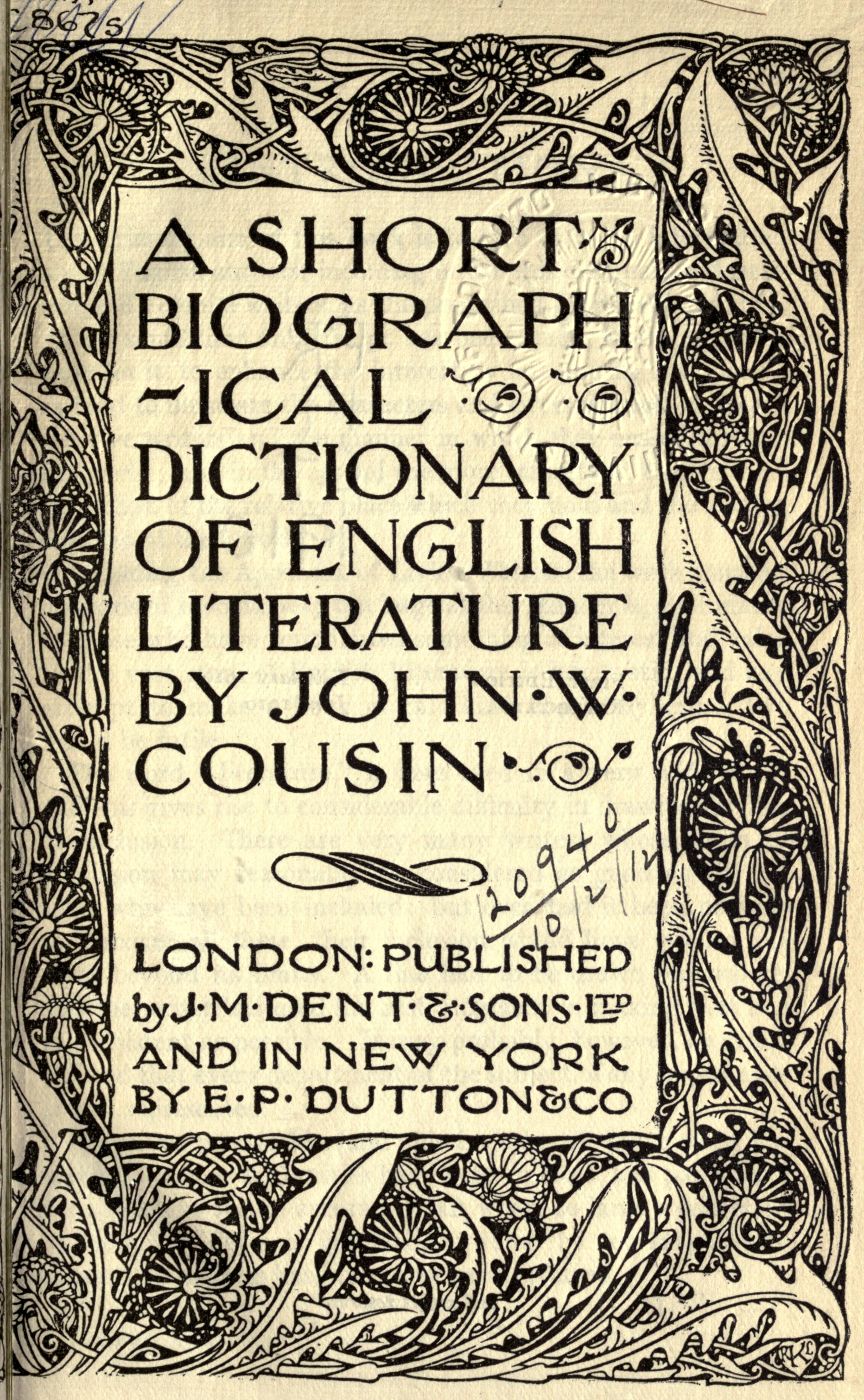
表紙

A Short Biographical Dictionary of English Literatureとはジョン・ウィリアム・カズン（1849年–1910年）による作家や文筆家の経歴を集めた辞典で1910年に出版された。ほとんどの項目はたとえばアメリカの作曲家スティーブン・フォスターなど1、2段落のみをあてる項目が多く、ウィリアム・シェイクスピアやジョナサン・スウィフトなどの項目は長文になりページ数をさいている。
初版は限定部数をシリーズ名〈Everyman's library〉の第449巻参考図書として刊行、正式な書名『A Short Bibliographical Dictionary of English Literature』には副題としてイギリスとアメリカの作家要覧「A Dictionary of English and American Authors」または短縮して英文学要覧「Biographical Dictionary of English Literature」、頭字語で「SBDL」と呼ばれる。版元はJ. M. Dent & Sons Inc.（ロンドン）、アメリカ向けの販売権はE・P・ダットン、とチャールズ・E・タトルが持ち合い、初版から1925年、1933年、1938年、1942年、1946年と1951年まで版を重ねる。1946年版はベストセラーになる。
Distributed Proofreadersが本書を5000本目の電子書籍としてプロジェクト・グーテンベルクに提供し、2004年8月21日に公開された。

### 注
1. ↑  1925年に付録を刷新、追補版を1933年に出し、また〈アレクサンドリア図書館シリーズ〉第1巻として[4]出版。第二次大戦中の1942年に改訂、戦後は1946年版の後は1951年版まで[5]。